# Franz Martin Schindler

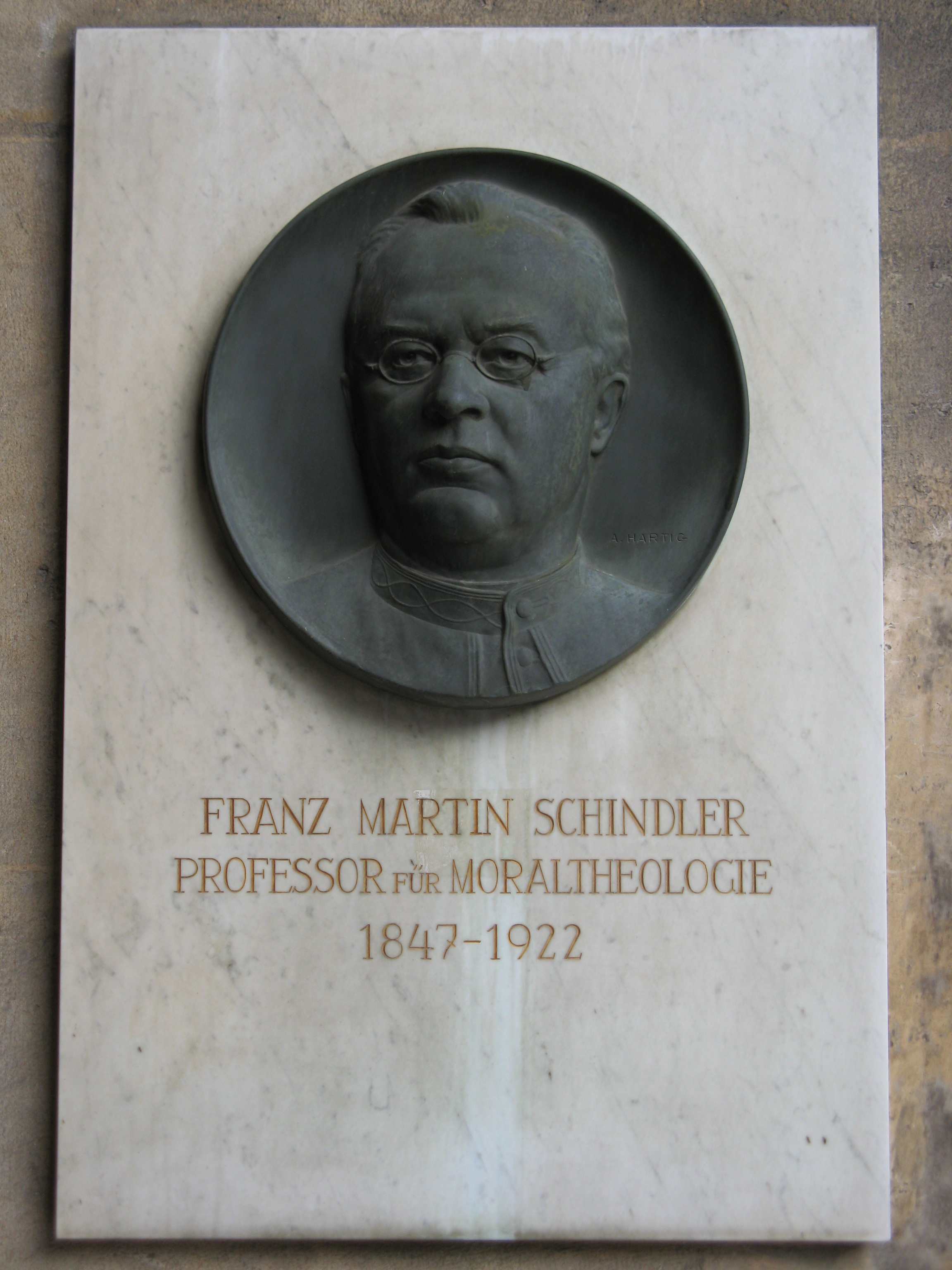
Gedenktafel in der Universität Wien

Franz Martin Schindler (* 21. Jänner 1847 in Motzdorf; † 27. Oktober 1922 in Wien) war ein österreichischer römisch-katholischer Geistlicher, Moraltheologe, Kirchenrechtler und Politiker.

## Leben
Schindler war der Sohn eines Bauern, der Moraltheologe Josef Schindler (1854–1900) war sein Bruder. Franz Martin Schindler verbrachte seine Gymnasialzeit in Mariaschein und Brüx, 1865 trat er in das Priesterseminar der Diözese Leitmeritz ein und begann das Studium der Philosophie und der Theologie. Die Priesterweihe empfing er 1869, bis 1874 war er Seelsorger in Böhmen. Er setzte am k. k. höheren Priesterbildungsinstitut Frintaneum in Wien seine Studien fort. Als Doktor der Theologie war er von 1877 bis 1878 Kaplan in Schönlinde und als Supplent (Hilfslehrer) für Moraltheologie in Leitmeritz. Im Jahr 1880 weilte er in Rom am Priesterkolleg Santa Maria dell’ Anima. Ab 1879 wirkte er als Moraltheologe, ab 1884 als Kirchenrechtler an der Universität Wien und von 1888 bis 1917 als ordentlicher Professor für Moraltheologie.
Er bereitete mit Karl von Vogelsang, Aloys von Liechtenstein und Karl Lueger den 2. Österreichischen Katholikentag (1889) vor. Daraus entwickelten sich die „Enten-Abende“, benannt nach regelmäßigen Diskussionsrunden im Hotel „Zur Goldenen Ente“. Aus diesen Gesprächen heraus verfasste er das Programm der „christlichsozialen Bewegung“, die ihm ihre spätere geistige Ausrichtung verdankt. Von 1911 bis 1920 war er Obmann des katholischen Pressevereins „Herold“.
Schindler war von 1907 bis 1918 Mitglied des Herrenhauses und von 1918 bis 1922 im Unterrichtsministerium Konsulent für kirchliche Angelegenheiten.
Papst Leo XIII. akzeptierte seine Verteidigung gegen Verdächtigungen der Bewegung. So konnte er der Partei und ihren Mitgliedern wichtige Impulse geben. Er gründete mit anderen die Reichspost (1894–1938) als Presseorgan der christlichsozialen Bewegung.
Der Staatsmann und Historiker Joseph Alexander von Helfert (1820–1910) gründete mit ihm 1882 die nach Papst Leo XIII. benannte Leo-Gesellschaft, der Schindler von 1892 bis 1913 als Generalsekretär vorstand. Sie bestand bis 1938 als eine Vereinigung von Gelehrten zur „Pflege der Wissenschaft und Kunst im christlichen Geist“.
Nach seinem Tode wurde Schindler auf dem Hetzendorfer Friedhof (Gruppe 7, Nummer 87) in Wien bestattet, wo er ein ehrenhalber gewidmetes Grab erhielt. Im Arkadenhof der Universität Wien befindet sich eine Gedenktafel mit Bildnisrelief von ihm.

## Werke
- Die soziale Frage der Gegenwart vom Standpunkt des Christentums. Wien 1905, 1908.
- Lehrbuch der katholischen Moraltheologie. 3 Bände. Wien 1907, 1913–1914.